# رود مانیچ شرقی
رود مانیچ شرقی (انگلیسی: East Manych) یک رودخانه در سرزمین استاوروپول کشور روسیه است.